# إكشاف مثاني
بَجَس المثانة أو الإِكْشافٌ المَثانِيّ أو انقلاب المثانة للخارج (بالإنجليزية: Bladder exstrophy)‏ هو شذوذ خِلقي تبرز فيه المثانة البولية عبر خلل في جدار البطن. غالبًا ما يتضمن خلل في الحوض العظمي وأرضية الحوض والأعضاء التناسلية. الآلية الجنينية المُسببِّة إلى انقلاب المثانة غير معروفة، لكن يُعتقد أنه يرجِع في جزءٍ منه إلى فشل تقوية الأغشية المذرقية بسبب الأديم المتوسط الكامن. ويعني الإكشاف انعكاس عضو مجوف.

## العلامات والأعراض
تظهر الأعراض النموذجية لإكشاف المثانة:
- خلل في جدار البطن يشغله كل من المثانة المنقلبة بالإضافة إلى جزء من الإحليل
- رباط عاني مستقيمي
- قصر الفروع العانية
- دوران خارجي للحوض

وغالبًا تعاني الإناث من فتحة مهبلية ضيقة وفي موضع مختلف، وبظر مشقوق، وشفران متباعدان.

## السبب
لم يثبت السبب بعد سريريًا ولكن يُعتقد أنه يرجع جزئيًا إلى فشل تقوية الأغشية المذرقية عبر الأديم المتوسط الكامن.

## التشخيص
في دراسة استعادية صغيرة لـ 25 حالة حمل، تبيَّن أن هناك خمسة عوامل مرتبطة ارتباطًا وثيقًا بتشخيص سابق للولادة للإصابة بانقلاب المثانة:
- عدم القدرة على تصوير المثانة بالموجات فوق الصوتية
- بروز جزء أسفل البطن
- صغر القضيب مع صفن مشدود للأمام
- اتساع غير طبيعي للقمم الحرقفية

## العلاج
عند الولادة، يتم وضع فيلم غير لاصق على المثانة المعرضة لمنع الاتصال مع البيئة الخارجية قدر الإمكان. يجب ولادة الطفل في مركز طبي مع فريق دعم مناسب. يتم التصوير في الساعات الأولى من حياة الطفل قبل خضوعه للجراحة.
يكون الإغلاق الأساسي (الفوري) فقط في المرضى الذين لديهم مثانة ذات حجم ومرونة وانقباض مناسبين.
من الحالات التي يُمنَع فيها مطلقًا الإغلاق الفوري ازدواجية القضيب أو كيس الصفن وموه الكلى الثنائي.

### التدخل الجراحي
يهدف العلاج المتطور إلى إعادة وضع المثانة والأعضاء التناسلية. يمكن أن يُولد كلٍ من الذكور والإناث بهذا الشذوذ الخِلقي، والعلاج مشابه في كليهما.
في الذكور كانت العلاج: في المرحلة الحديثة من إصلاح إكشاف المثانة، الخطوة الأولى هي إغلاق جدار البطن، وغالبًا ما يتطلب قطع عظم الحوض. هذا قد يصيب المريض بمبال فوقاني قضيبي وسلس البول. ويخضع المريض لعلاجه خلال 2-3 سنوات من العمر بعد تحفيز التستوستيرون. وأخيرًا، يتم إصلاح عنق المثانة عادةً في عمر 4 إلى 5 سنوات، على الرغم من أن هذا يعتمد على المثانة ذات القدرة الكافية. في بعض عمليات إعادة بناء المثانة، تتم توسعة المثانة بإضافة جزء من الأمعاء الغليظة لزيادة سعة حجم المثانة المعاد بناؤها.
في الإناث كان العلاج: إعادة البناء الجراحي للبظر الذي يتم فصله إلى جزئين منفصلين، وإعادة بناء عنق المثانة والإحليل. وإصلاح فتحة الشرج إذا كانت مُتضمَّنة أيضًا. تحتفظ الإناث بالخصوبة، وعادة ما يُصبن بتدلي الرحم أو المثانة بسبب ضعف عضلات قاع الحوض.

## تقدم الحالة
أهم معيار لتحسن الحالة على المدى الطويل هو نجاح الإغلاق الأوَّلي. إذا كان المريض يحتاج إلى أكثر من إغلاق واحد فإن فرصة التحسن تنخفض كثيرًا مع كل إغلاق إضافي. وحتى مع الجراحة الناجحة، قد يعاني المرضى من مضاعفات على المدى الطويل. من أكثرها شيوعًا ما يلي:
- الارتجاع الوريدي
- تشنج المثانة
- حصوات المثانة
- التهابات المسالك البولية

## مدى الانتشار
يحدث الإكشاف المثاني بشكل نادر نسيبًا بمعدل يتراوح بين 1 في 10000 إلى 1 في 50000 مع نسبة الذكور إلى الإناث من 2.3-6:1. بالنسبة لأولئك الذين يعانون من إكشاف المثانة، يبلغ خطر حدوث الشذوذ في أطفالهم حوالي 500 ضعف أكثر من عامة الأشخاص.

## وصلات خارجية
- Association for the Bladder Exstrophy Community